# Wijnbouw
Wijnbouw of viticultuur is het geheel aan land- en tuinbouwmethoden dat ziet op het verbouwen van druiven, het oogsten daarvan en het door middel van persing, gisting en botteling bereiden maken van wijn.
Wijnbouw wordt uitgevoerd door wijnboeren in landen die het geschikte klimaat hiervoor hebben. De percelen waarop wordt verbouwd heten wijngaarden. De ligging van de percelen en in het bijzonder het microklimaat kunnen bepalend zijn voor de kwaliteit van de druiven en de wijn.

## Termen uit de druiventeelt
BindenWanneer de druivenplanten uitgroeien - en dat gebeurt in hoog tempo – worden de ranken gebonden om ze te geleiden in hun groei.
DiefAan de in het najaar teruggesnoeide vruchtzetels worden doorgaans twee scheuten aangehouden die vrucht zullen dragen. De volledige scheut is bezet met bladeren en in iedere bladoksel zit een knop. Als de scheut op lengte is wordt deze getopt. Daarmee wordt de groei uit de scheut gehaald, maar dit activeert de knoppen in de bladoksels om uit te lopen. De scheutjes die dan ontstaan noemen we diefjes. De onderste diefjes worden tot op de hoogte van de tros uitgebroken. De diefjes boven de tros tot in de top worden op 1 oog gezet. Het uitbreken en op 1 oog zetten wordt ‘dieven’ genoemd.
DruivenplukHet afknippen van de druiventrossen gebeurt op het noordelijk halfrond in de periode augustus tot en met eind oktober. Deze periode is afhankelijk van de hoeveelheid zon en zonnewarmte die de druiven hebben gehad.
DruiventrosTros wordt de gehele groeiwijze van de druiven genoemd. De vorm van de tros is van een omgekeerde kegel.
Druivenziekten en -plagenEen druivenziekte die voor kan komen in de teelt in kassen is onder andere meeldauw. Plagen kunnen zijn: spint, trips, trosrups, suzuki-fruitvlieg, galmijten en druivenhaantjes ofwel taxuskevers.
KorrelEen korrel is de eerste vorming van een druif. Het is dan nog een groen steeltje met een groen bolletje.
KrentenKrenten is het uitdunnen van het aantal korrels in een tros druiven, waarbij deze tot op een derde aan bessen wordt teruggebracht. Dit gebeurde door vrouwen en kinderen, omdat de telers hiervoor te ruwe en grove vingers bezaten. Op deze wijze kon de tros vol en kegelvormig uitgroeien. Het krenten gebeurt in de maanden juni en juli.
TissieEen tissie is een steeltje druiven, geknipt van een druiventros.

## Galerij

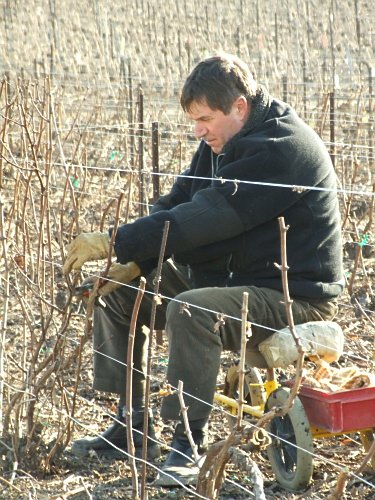
Snoeien
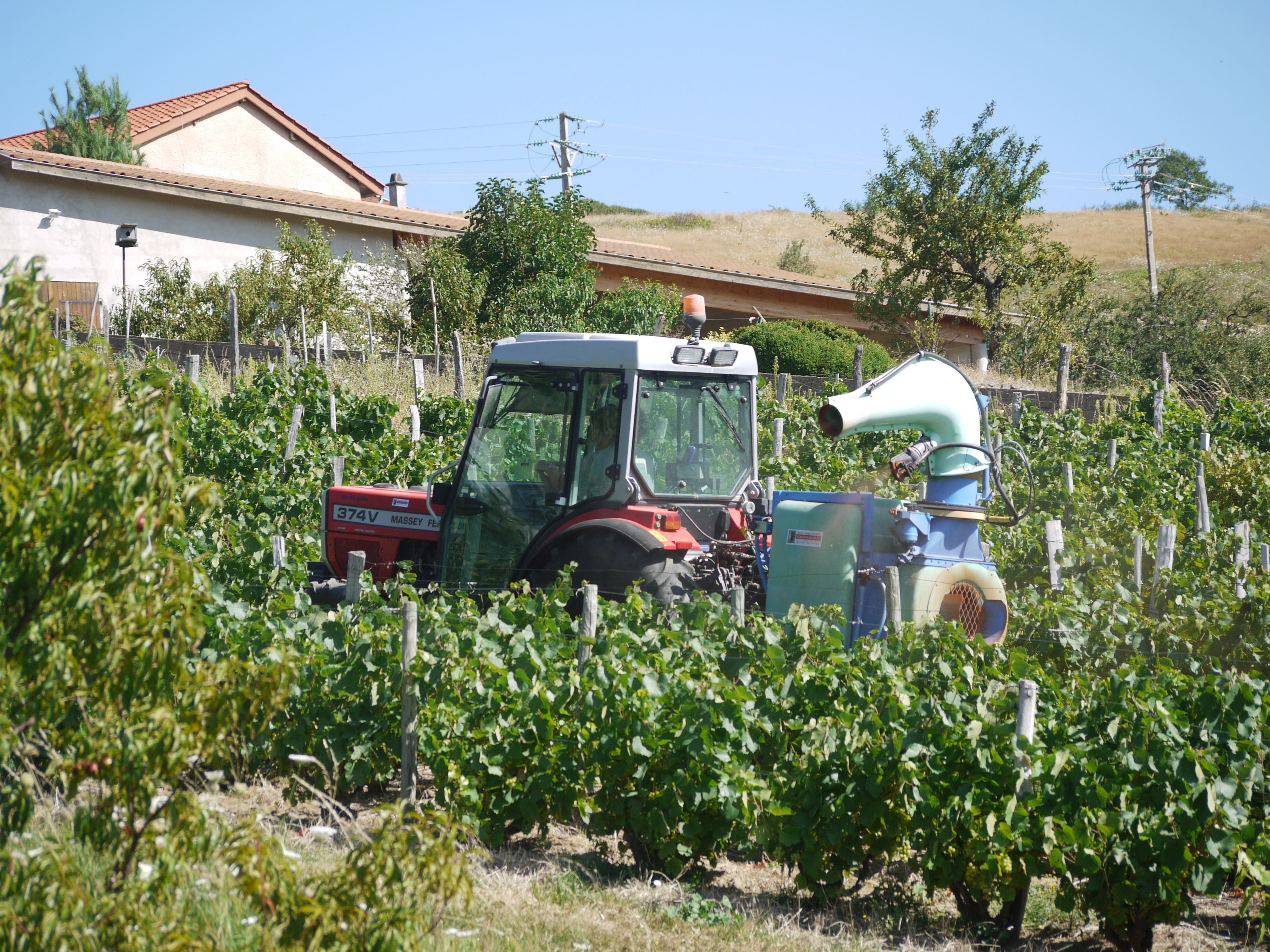
Verzorgen van de druivenstokken
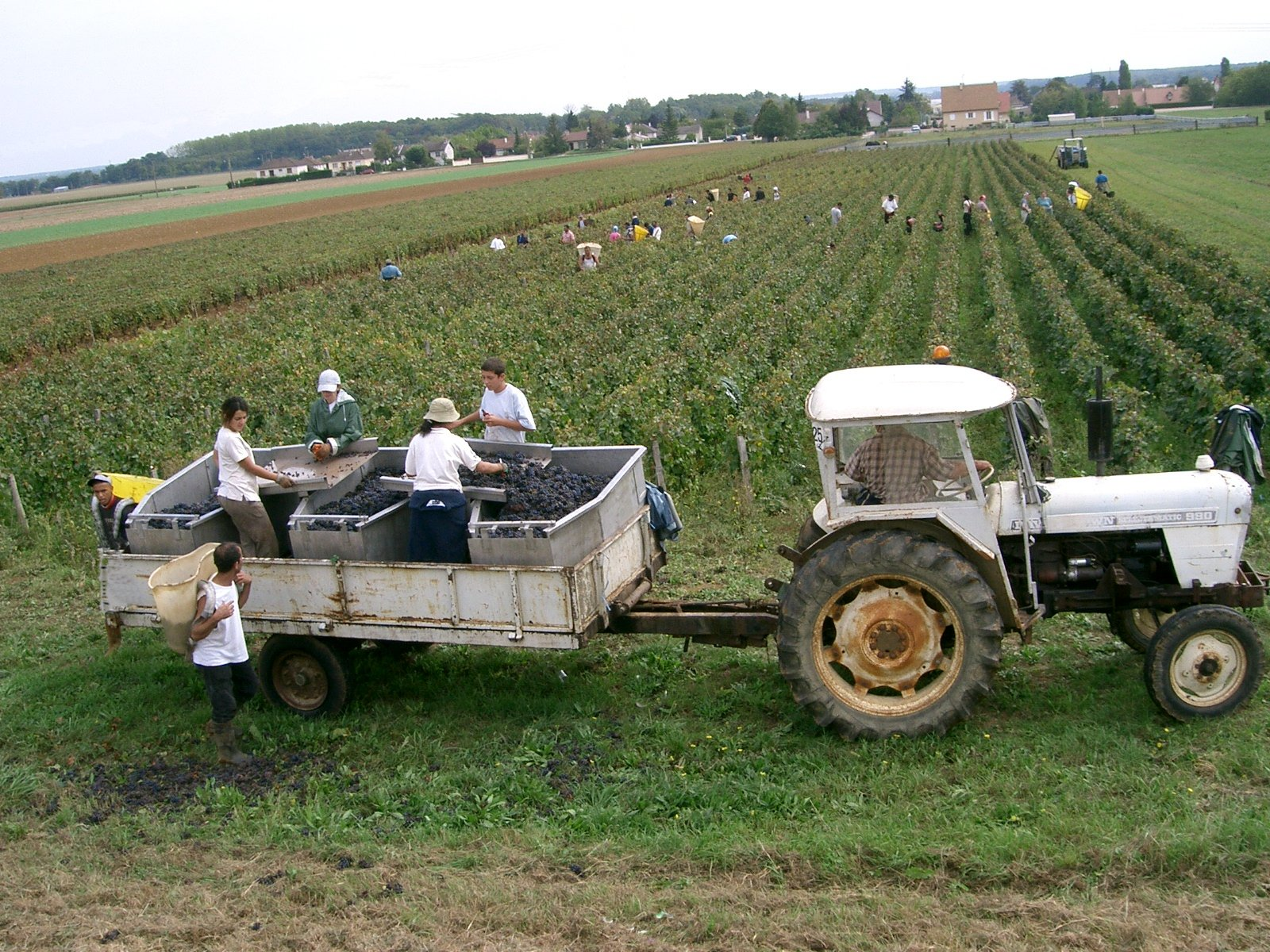
Oogsten
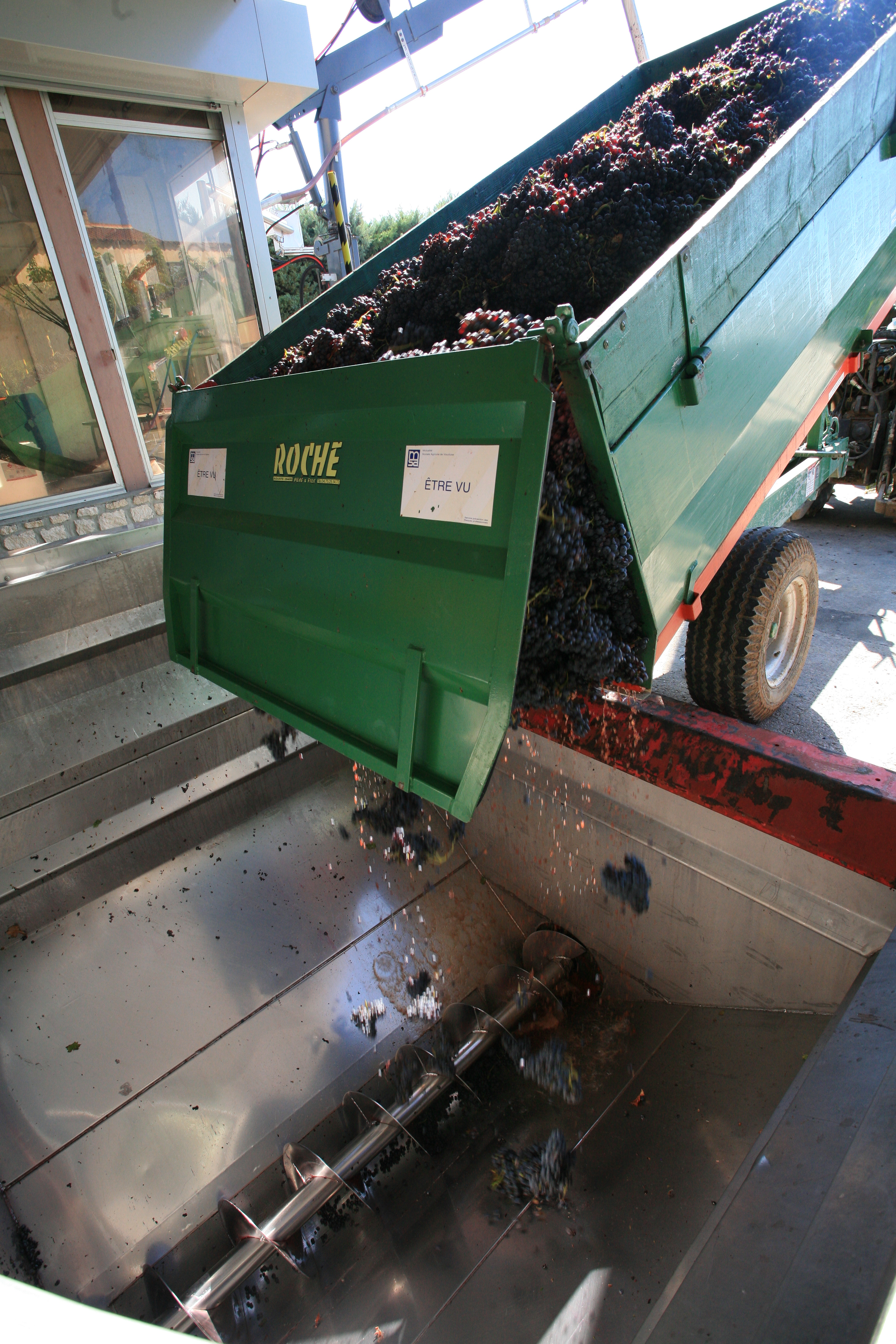
Kneuzen van de druiven
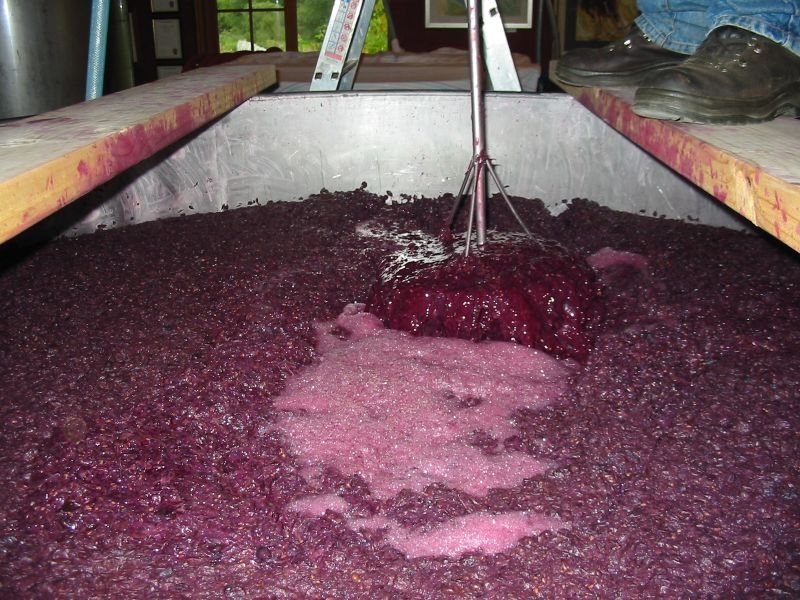
Gisten van de most
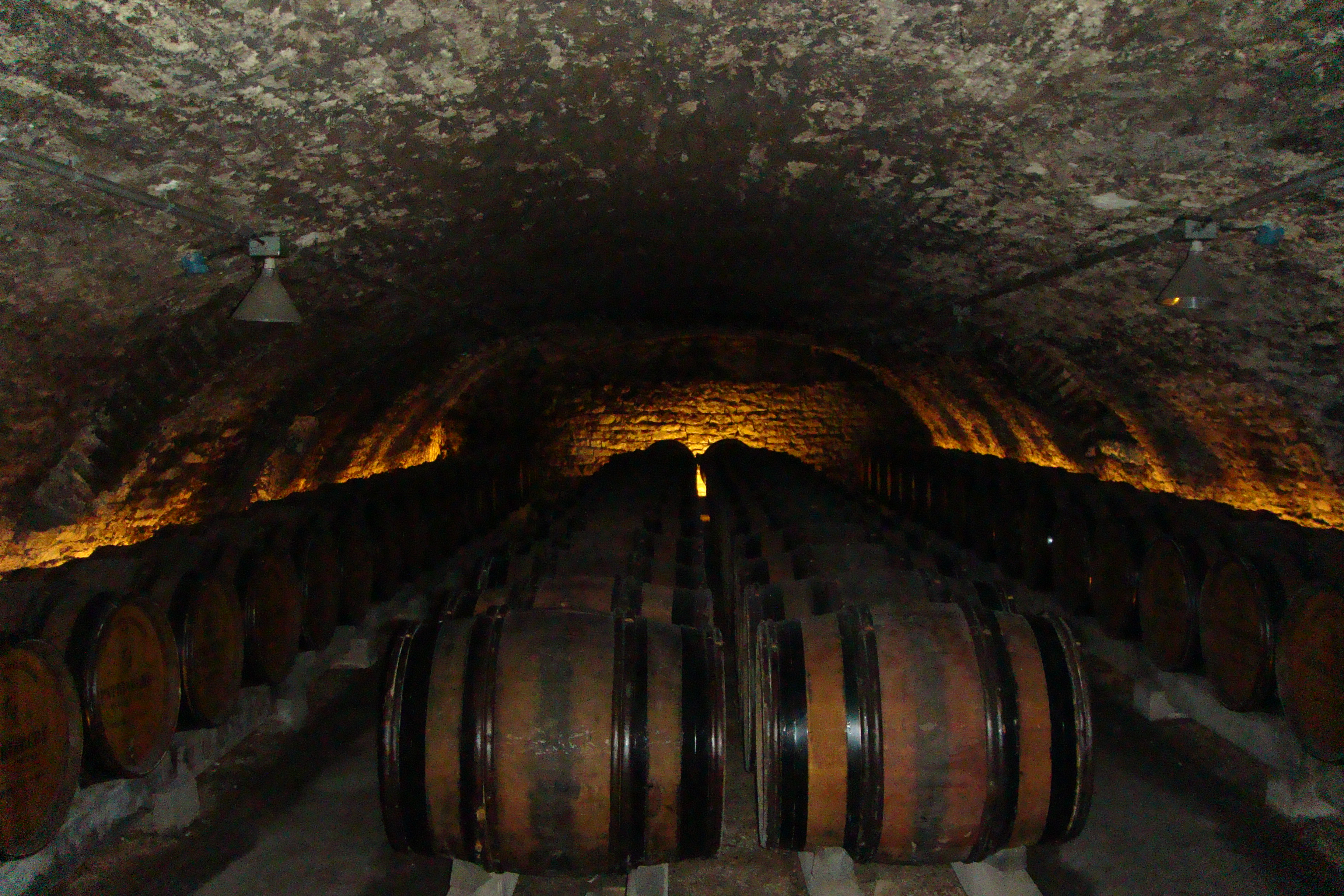
Opvoeden van de wijn
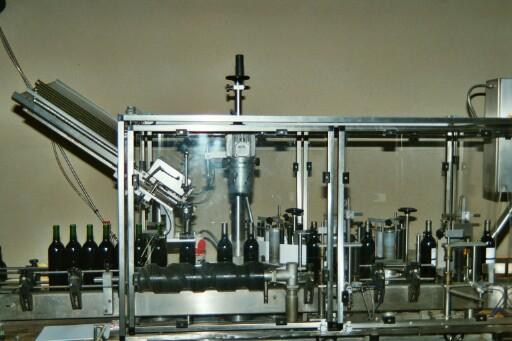
Bottelen